# Fidola Fischera
Fidola Fischera – strunowy instrument muzyczny powstały w XIX wieku.
4-akordowa, 60-strunowa cytra, na której gra się za pomocą palców, smyczka lub specjalnej klawiatury o nazwie Mandoliniette.
W 1983 roku na bazie fidoli Fischera powstał instrument muzyczny o nazwie niewkacz, którego pomysłodawcą był Jan A.P. Kaczmarek.